# Василенко, Дмитрий Андреевич
Дми́трий Андре́евич Василе́нко (12 ноября 1975, Черкесск, Карачаево-Черкесская АО, СССР — 4 ноября 2019) — российский гимнаст, олимпийский чемпион, заслуженный мастер спорта России.

## Биография
Окончил Карачаево-Черкесский государственный педагогический университет (1997).
В 2008 году у спортсмена диагностировали боковой амиотрофический склероз (БАС), из-за которого спортсмена полностью парализовало.
Cкончался 4 ноября 2019 года на 44-м году жизни.

## Спортивные достижения
Олимпийские игры
| Год  | Абсолютное | Командное | Вольные упражнения | Конь     | Кольца   | Опорный прыжок | Брусья   | Перекладина |
| ---- | ---------- | --------- | ------------------ | -------- | -------- | -------------- | -------- | ----------- |
| 1996 | 78 (кв.)   | 1         | 7 (кв.)            | 33 (кв.) | 29 (кв.) |                | 27 (кв.) |             |

Выступления на чемпионатах мира, Европы и первенствах России
| Год  | Первенство       | Абсолютное | Командное | Вольные упражнения | Конь | Кольца | Опорный прыжок | Брусья | Перекладина |
| ---- | ---------------- | ---------- | --------- | ------------------ | ---- | ------ | -------------- | ------ | ----------- |
| 1994 | Чемпионат мира   |            | 2         |                    |      |        |                |        |             |
| 1994 | Игры доброй воли | 6 (кв.)    | 1         | 3                  |      | 3      |                |        |             |
| 1994 | Чемпионат Европы |            | 2         | 2                  |      |        |                |        |             |
| 1994 | Чемпионат России | 3          |           |                    |      |        |                |        |             |
| 1995 | Чемпионат России |            |           | 2                  | 4    | 3      |                |        |             |
| 1996 | Чемпионат Европы |            | 1         |                    |      |        |                |        |             |
| 1996 | Чемпионат России |            |           | 2                  | 3    | 6      |                | 2      |             |
| 1997 | Чемпионат мира   |            | 3         |                    |      |        |                |        |             |
| 1997 | Чемпионат России | 2          |           |                    |      |        | 2              | 2      |             |

## Награды
- Звание заслуженный мастер спорта России (1995).
- Медаль ордена «За заслуги перед Отечеством» II степени (1997)[6].